# Ugovor o licenci
Ugovor o licenci predstavlja jedan od ključnih ugovora za regulisanje odnosa između stvaraoca i poslovnih subjekata koji upotrebljavaju neka od prava intelektualne, odnosno industrijske svojine. Ugovorom o licenci se davalac licence obavezuje da ustupi preuzimaču licence, u celini ili delimično, pravo svog intelektualnog rada, tehničkog znanja, modela ili žiga, pod uslovom da sticalac licence za to plati određenu naknadu.

## Obaveze davaoca licence
Obaveze davaoca licence proističu iz zakonskih odredbi o ugovoru o licenci. Ove obaveze se odnose na:
- Predmeta licence — podrazumeva predaju predmeta licence u određenom roku uz potrebnu dokumentaciju;
- Davanje uputstva i obaveštenja — odnosi se na davanje uputstva i obaveštenja za uspešno korišćenje predmeta;
- Garanciju — obuhvata garanciju o tehničkoj izvodljivosti kao i garanciju o tehničkoj upotrebljivosti predmeta;
- Jemstva — jemstvo da će davalac licence čuvati i braniti pravo koje je ustupio sticaocu od trećih lica;
- Obavezu da korišćenje licence neće štetno delovati na život i zdravlje ljudi.

## Obaveze sticaoca licence
Obaveze sticaoca licence su takođe predviđene zakonom i odnose se na:
- Obaveze iskorišćavanja predmeta licence - sticalac je u obavezi da predmet iskorišćava na ugovoreni način;
- Čuvanje tajnosti predmeta licence - proizilazi iz načela savesnosti i poštenja, naročito bitan kod nepatentiranih pronalazaka;
- Zabrana iskorišćavanja rezultata naknadnog usavršavanja predmeta - ova obligacija je podložna promeni, ako se ugovorom tako odredi;
- Obavezu održavanja određenog kvaliteta - koja postoji ako je uz licencu za proizvodnju ustupljena i licenca za žig;
- Obavezu odgovarajućeg obeležavanja - dužnost sticaoca licence da robu obeleži oznakom o proizvodnji, kao što je naznačeno u licenci;
- Isplatu naknade - dužnost sticaoca licence da plati za njeno korišćenje na vreme, kako je u ugovoru predviđeno.

## Predmet ugovora o licenci
Ugovor o licenci za predmet ima prenos prava korišćenja patenta, znakova razlikovanja i know how. Prava koja su predmet licence mogu se podeliti na zaštićena, prijavljena i nezaštićena. Za ugovor o licenci je takođe veoma značajno da predstavlja imenovani, dvostruko obavezni, teretni, komutativni ugovor, za koji je zakonom predviđena pismena forma. Licenca traje najduže do isteka trajanja zakonske zaštite prava koje se prenosi.

## Vrste ugovora o licenci
- Prema teritorijalnom kriterijumu ugovori o licenci mogu biti prostorno ograničeni i prostorno neograničeni. Ako ugovorom nije drugačije određeno smatra se da je licenca prostorno neograničena.
- Prema vremenu trajanja ugovori o licenci mogu biti zaključeni na određeno ili na neodređeno vreme. Pri tome i neograničeno vreme je suštinski ograničeno jer traje samo do isteka trajanja prava, kada prelazi u javni domen.
- Prema oblasti primene prava licenca može biti licenca za proizvodnju,licenca za upotrebu, licenca za prodaju, licenca za uvoz ili izvoz.
- Prema vrsti ovlašćenja postoje isključive i neisključive licence.

## Prekid ugovora o licenci
Prestanak ugovora o licenci može nastati usled protoka određenog vremena, otkaza, smrti, stečaja i redovne likvidacije.

## Spoljašnje veze
- Ugovor o licenci